# 前橋市立月田小学校
前橋市立月田小学校（まえばししりつ つきだしょうがっこう）は、群馬県前橋市粕川町月田にある前橋市立小学校。

## 沿革
- 1878年（明治11年）開校

## 教育目標
- 目指す子供像　多様な人と協働しながら、主体的・創造的に活動する子ども[1]
- 具体像
  - 夢を持ち、自ら学び考える子
  - 自分も他の人も大切にし、共に生きる子
  - たくましい心と体で、最後までやり抜く
  - ふるさとの自然や文化の豊かさを感じる子